# Arroyomolinos, Cáceres
Arroyomolinos là một đô thị trong tỉnh Cáceres, Tây Ban Nha. Đô thị này có diện tích là 115,12 ki-lô-mét vuông, dân số năm 2013 là 855 người với mật độ 7,43 người/km². Đô thị này có cự ly 50 km so với tỉnh lỵ Cáceres.